# 里奇島
67°42′S 67°6′W / 67.700°S 67.100°W

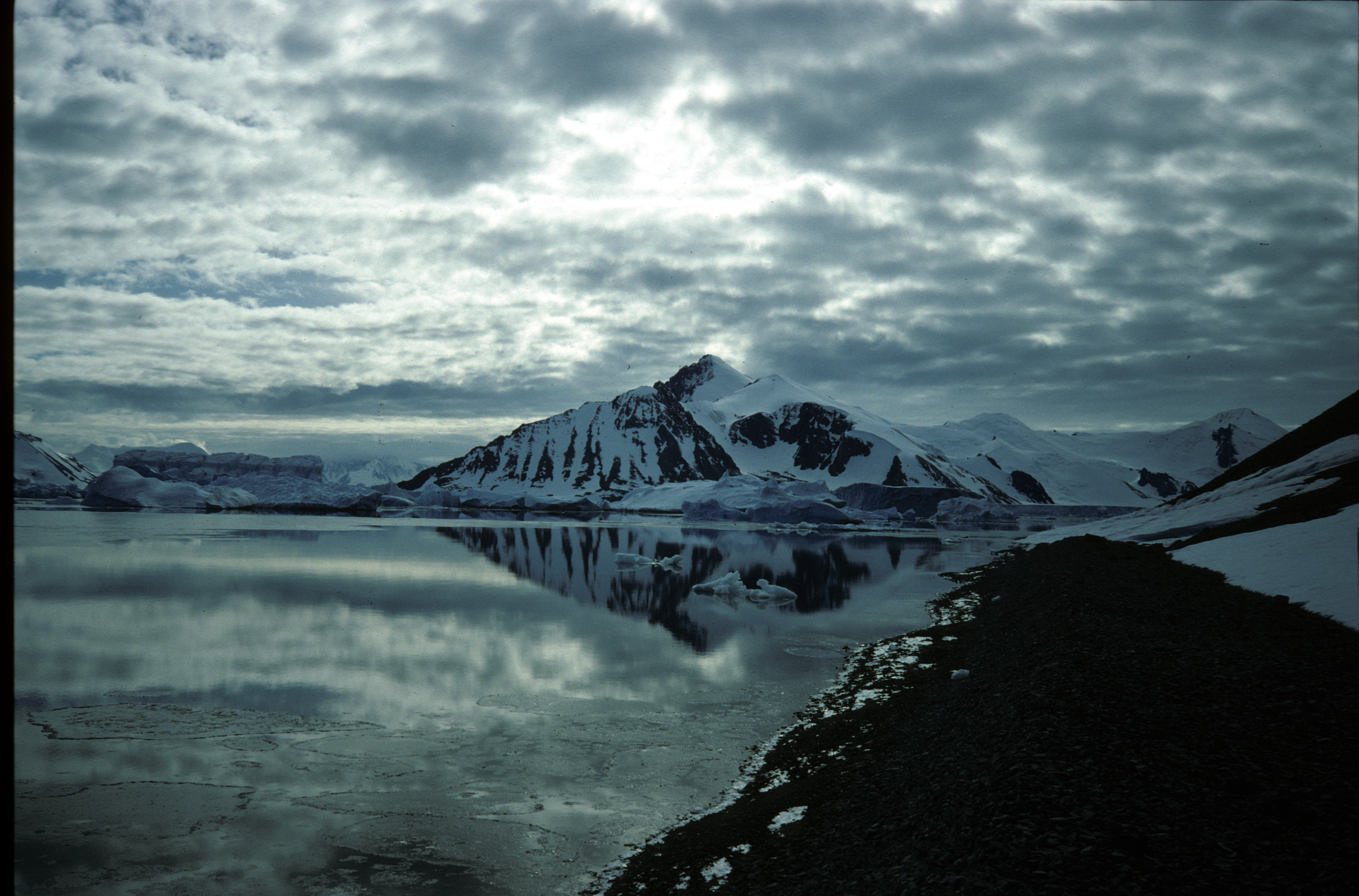

里奇島是南極洲的島嶼，位於葛拉漢地西岸對開海域，處於普爾夸帕島以東6公里，長11公里、寬2.8公里，由英國探險隊發現和命名。